# Telenomus eumicrosomoides
Telenomus eumicrosomoides is een vliesvleugelig insect uit de familie van de Scelionidae. De wetenschappelijke naam van de soort is voor het eerst geldig gepubliceerd in 1983 door Huggert.